# Drag Race Philippines
Drag Race Philippines è un programma televisivo filippino di genere reality, in onda sulla piattaforma video on demand HBO Go e sulla piattaforma streaming Discovery+ dal 2022.
Il programma è basato sul format del programma statunitense RuPaul's Drag Race. Come nella versione originale, le concorrenti devono mostrare le loro doti di intrattenitrici, cimentandosi in varie sfide. Ogni settimana le loro performance vengono valutate da vari giudici: tra essi quelli fissi sono la drag queen nonché presentatrice Paolo Ballesteros, Jiggly Caliente, KaladKaren, BJ Pascual, Jon Santos, Rajo Laurel, mentre i giudici ospiti variano ogni settimana. Al termine dell'episodio una concorrente viene eliminata; tra le ultime rimaste verrà scelta e incoronata Philippines' Next Drag Superstar, che riceverà una serie di premi.

## Format
Il casting viene annunciato online e chi vuole partecipare al programma deve mandare un provino formato video. Per poter prendere parte al programma è necessario avere 21 o più anni. Le persone transgender possono partecipare al programma e, nel corso delle stagioni classiche, alcune concorrenti hanno dichiarato apertamente il loro stato di transgender.

### Puntate
Ogni puntata si divide, generalmente, in tre fasi:
- La mini sfida: in ogni mini sfida alle concorrenti viene chiesto di svolgere una gara con caratteristiche e tempi differenti.
- La sfida principale: in ogni sfida principale alle concorrenti viene chiesto di svolgere una prova, generalmente sono gare individuali. La vincitrice della sfida riceve un premio, che consiste in vestiti, gioielli, cosmetici e altro ancora.
- L'eliminazione: tutte le concorrenti vengono chiamate davanti ai giudici. In questa fase le varie concorrenti vengono giudicate. La migliore della puntata viene dichiarata vincitrice ricevendo un premio. Le ultime due invece devono sfidarsi esibendosi in playback con una canzone assegnata all'inizio di ogni puntata. La peggiore verrà eliminata dalla competizione con la famosa frase pronunciata  "Sashay away" e lascia un messaggio scritto con il rossetto sullo specchio della sala dove si svolgono le riprese; la vincitrice, al contrario, viene celebrata con la frase "Shantay you stay", e può continuare la competizione.

## Giudici
I giudici danno la loro valutazione sulle concorrente, esprimendo le loro opinioni circa ciò che accade sul palcoscenico principale. 

### Giudici fissi
| Giudice           | Edizioni | Edizioni | Edizioni |
| Giudice           | 1        | 2        | 3        |
| ----------------- | -------- | -------- | -------- |
| Paolo Ballesteros | Fisso    | Fisso    | Fisso    |
| Jiggly Caliente   | Fisso    | Fisso    | Fisso    |
| KaladKaren        | Fisso    | Fisso    | Fisso    |
| BJ Pascual        | Fisso    | Fisso    | Fisso    |
| Jon Santos        | Fisso    | Fisso    | Fisso    |
| Rajo Laurel       | Fisso    | Fisso    | Fisso    |

- Paolo Ballesteros (edizione 1), attore, presentatore televisivo e drag queen filippina, ha recitato in molti film e serie TV, ed è uno dei co-presentatori di Eat Bulaga!, uno dei game show più longevi nella storia della televisione filippina.
- Jiggly Caliente (edizione 1), drag queen filippina attiva principalmente negli Stati Uniti, nel 2012 ha preso parte alla quarta edizione di RuPaul's Drag Race e successivamente alla sesta edizione di RuPaul's Drag Race All Stars.
- KaladKaren (edizione 1), personaggio televisivo filippino nota principalmente per la sua imitazione di Karen Davila, giornalista dell'ABS-CBN News Channel.
- BJ Pascual (edizione 1), fotografo filippino-statunitense che ha lavorato per campagne pubblicitarie di grandi marchi come Calvin Klein, Samsung, Loewe e Louis Vuitton. Alterna il ruolo di giudice con Jon Santos e Rajo Laurel.
- Jon Santos (edizione 1), attore, comico e imitatore filippino noto per la sua partecipazione all'adattamento filippino del musical Priscilla, la regina del deserto. Alterna il ruolo di giudice con BJ Pascual e Rajo Laurel.
- Rajo Laurel (edizione 1), stilista filippino noto per essere stato giudice nella versione nazionale di Project Runway. Alterna il ruolo di giudice con BJ Pascual e Jon Santos.

### Untucked
Dopo ogni puntata di Drag Race Philippines viene seguito un episodio di Untucked nel quale vengono mostrate scene inedite della competizione e il backstage del programma.

## Premi
Anche in questa versione del programma, il vincitore riceve dei premi. I premi in palio per la prima edizione sono:
1ª edizione:
- 1000000 ₱
- Una fornitura di un anno di cosmetici della ONE/SIZE Beauty Cosmetics
- Una corona e uno scettro di Fierce Drag Jewels

2ª edizione:
- 1000000 ₱
- Una fornitura di un anno di cosmetici della Anastasia Beverly Hills
- Una corona e uno scettro di Amped Accessories

3ª edizione:
- 1000000 ₱
- Una fornitura di un anno di cosmetici della Anastasia Beverly Hills
- Una corona e uno scettro di Amped Accessories

## Edizioni
| Edizione | Concorrenti | Episodi | Prima TV Filippine | Prima TV Italia | Vincitrice            | Miss Simpatia |
| -------- | ----------- | ------- | ------------------ | --------------- | --------------------- | ------------- |
| 1ª       | 12          | 10      | 2022               | inedita         | Precious Paula Nicole | Lady Morgana  |
| 2ª       | 12          | 10      | 2023               | inedita         | Captivating Katkat    | Hana Beshie   |
| 3ª       | 11          | 10      | 2024               | inedita         | Maxie                 | Versex        |

### Prima edizione
La prima edizione di Drag Race Philippines è andata in onda nelle Filippine dal 17 agosto 2022 sulle piattaforme streaming Discovery+ e HBO Go. Il cast viene annunciato il 27 luglio 2022. Dodici drag queen, provenienti da diverse parti delle Filippine, si sfidano per entrare nella Drag Race Hall of Fame.
Precious Paula Nicole, vincitrice dell'edizione, ha guadagnato come premio 1000000 ₱, una fornitura di un anno di cosmetici della ONE/SIZE Beauty Cosmetics, una corona e uno scettro di Fierce Drag Jewels. A vincere il titolo di Miss Simpatia è stata Lady Morgana.

### Seconda edizione
Nell'ottobre 2022, il programma viene rinnovato per una seconda edizione, con l'apertura dei relativi casting. Il cast venne annunciato l'11 luglio 2023. Dodici drag queen, provenienti da diverse parti delle Filippine, si sfidano per entrare nella Drag Race Hall of Fame.
Captivating Katkat, vincitrice dell'edizione, ha guadagnato come premio 1000000 ₱, una fornitura di un anno di cosmetici della Anastasia Beverly Hills, una corona e uno scettro di Fierce Drag Jewels. A vincere il titolo di Miss Simpatia è stata Hana Beshie.

### Terza edizione
Nell'ottobre 2023, il programma viene rinnovato per una terza edizione, con la successiva apertura dei relativi casting. Il cast venne annunciato l'11 luglio 2024. Undici drag queen, provenienti da diverse parti delle Filippine, si sfidano per entrare nella Drag Race Hall of Fame.
Maxie, vincitrice dell'edizione, ha guadagnato come premio 1000000 ₱, una fornitura di un anno di cosmetici della Anastasia Beverly Hills, una corona e uno scettro di Fierce Drag Jewels. A vincere il titolo di Miss Simpatia è stata Versex.

## Concorrenti
Le concorrenti che prendono parte al programma nella prima edizione sono (in ordine di eliminazione):
| Edizioni | Vincitrice            | Finaliste      | 3°                     | 4°                     | 5°                  | 6°                  | 7°                    | 8°             | 9°               | 10°         | 11°                           | 12°                           |
| -------- | --------------------- | -------------- | ---------------------- | ---------------------- | ------------------- | ------------------- | --------------------- | -------------- | ---------------- | ----------- | ----------------------------- | ----------------------------- |
| 1ª       | Precious Paula Nicole | Marina Summers | Eva Le Queen Xilhouete | Eva Le Queen Xilhouete | Minty Fresh         | Brigiding           | Viñas DeLuxe          | Lady Morgana   | Turing           | Gigi Era    | Corazon                       | Prince                        |
| 2ª       | Captivating Katkat    | Arizona Brandy | Bernie M1ss Jade So    | Bernie M1ss Jade So    | Hana Beshie ØV Cünt | Hana Beshie ØV Cünt | DeeDee Marié Holliday | Matilduh       | Veruschka Levels | Tiny DeLuxe | Astrid Mercury Nicole Pardaux | Astrid Mercury Nicole Pardaux |
| 3ª       | Maxie                 | Khianna        | Angel Tita Baby        | Angel Tita Baby        | Zymba Ding          | Myx Chanel          | Popstar Bench         | John Fedellaga | J Quinn          | Yudipota    | Versex                        |                               |

     La concorrente è stata nominata Miss Simpatia.
     Le concorrenti sono state eliminate in una doppia eliminazione.
     Le concorrenti sono state eliminate in due "primi episodi" della serie, dato che le partecipanti sono state divise a metà e ogni gruppo ha avuto una prima puntata nella quale svolgere le prove. Al termine delle rispettive puntate, le concorrenti si sono riunite.
     La concorrente si è ritirata dalla competizione.

## Musiche
Quasi tutte le canzoni utilizzate nelle varie edizioni provengono dagli album di RuPaul, fanno eccezione le canzoni utilizzate per il playback alla fine delle puntate.

### Palcoscenico principale
Le canzoni utilizzate durante la presentazione degli outfit dei concorrenti sono state:
- The Realness tratto da Realness (1ª edizione)

### Altre musiche
Nel corso del programma sono stati rilasciati vari singoli promozionali:
- Pop Off Ate - Pink Pussy Energy Remix - Gigi Era, Minty Fresh, Precious Paula Nicole, Viñas DeLuxe e Xilhouete (1ª edizione)
- Pop Off Ate - Flexbomb Girls Remix - Bigiding, Eva Le Queen, Lady Morgana, Marina Summers e Turing (1ª edizione)
- BOOGSH! - Pak Girls Remix - Arizona Brandy, Captivating Katkat, M1ss Jade So, Matilduh, Nicole Pardaux e Tiny DeLuxe (2ª edizione)
- BOOGSH! - Vlyungangühveoux Remix - Astrid Mercury, Bernie, DeeDee Marié Holliday, Hana Beshie, ØV Cünt e Veruschka Levels (2ª edizione)
- Dapat Pakak! - Burakpak Remix - Angel, Khianna, Maxie, Popstar Bench, Versex e Zymba Ding (3ª edizione)
- Dapat Pakak! - Hard Pakakers Remix - J Quinn, John Fedellaga, Myx Chanel, Tita Baby e Yudipota (3ª edizione)
- Slay Accla - Angel, Khianna, Maxie, Tita Baby e Zymba Ding (3ª edizione)